# Asplenium reichsteinii
Asplenium reichsteinii là một loài dương xỉ trong họ Aspleniaceae. Loài này được Bennert, Rasbach & K. Rasbach mô tả khoa học đầu tiên.
Danh pháp khoa học của loài này chưa được làm sáng tỏ. 